# Harald Rannel
Harald Mauritz Rannel tidigare Johansson, född 2 februari 1903 i Stoby socken, död 31 oktober 1991 i Säby, var en svensk ingenjör,  målare och tecknare.
Han var son till lagerarbetaren Per Johansson och Johanna Månsson och från 1936 gift med Märta Maria Kling. Rannel studerade i sin ungdom konst för John Öhvall i Hästveda. Senare studerade han krokiteckning vid Blombergs och Otte Skölds målarskolor samt reklamteckning vid Stockholms dekoratörskola. Han var under en kort period elev vid konstfackskolorna i Stockholm och Leipzig. Under 1927 studerade han konst i Danmark och Tyskland. Separat debuterade han med en utställning i Hässleholm 1927 som senare följdes av flera utställningar bland annat i Gnesta 1956 och Malmköping 1957. Hans konst består av stilleben och naturalistiska landskap utförda i  olja, pastell eller akvarell. 